# Маріо Матт
Маріо Матт (нім. Mario Matt, 9 квітня 1979) — австрійський гірськолижник, олімпійський чемпіон, триразовий чемпіон світу.
Золоту олімпійську медаль та звання олімпійського чемпіона Матт виборов на Іграх 2014 року в Сочі в спеціальному слаломі.
Брат Маріо, Андреас Матт — фристайліст.